# Curry 36

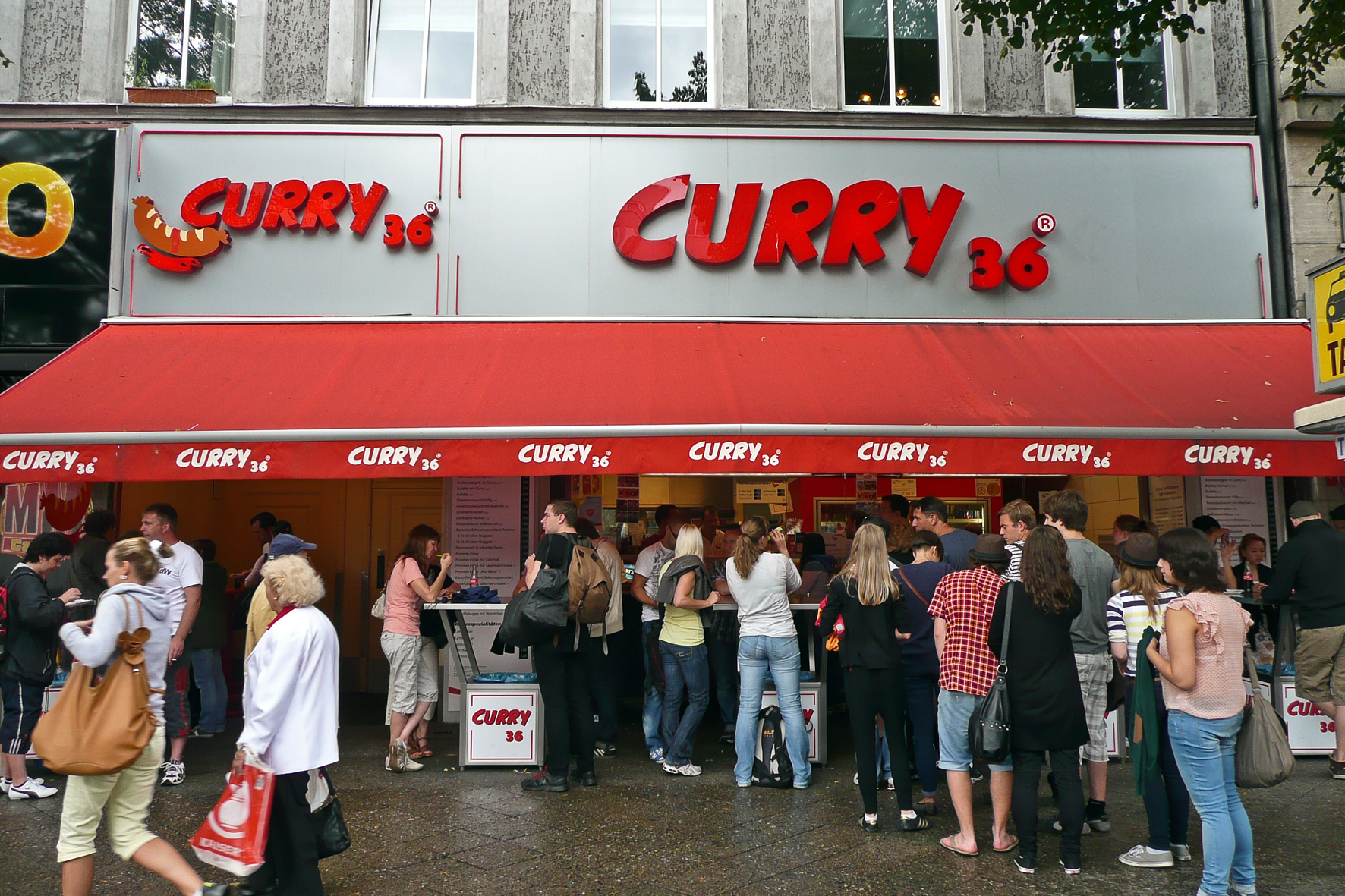
Imbissstand Curry 36 in Berlin-Kreuzberg

Curry 36 ist ein über die Grenzen Berlins hinaus bekannter Imbiss mit seinem Stammhaus im Berliner Ortsteil Kreuzberg. Der Name setzt sich aus der Hausnummer des Gebäudes am Mehringdamm 36, in dem der erste Imbissbetrieb des Unternehmens in einem Ladengeschäft untergebracht ist, und dem Hauptangebot – der Currywurst – zusammen.
Curry 36 zählt  zu den bekanntesten Currywurstbuden Berlins.

## Geschichte
Der Imbissstand bestand anfangs aus einem Holzwagen, aus dem Kesselware verkauft wurde, und hieß Wurstmaxe. Er stand im Eingang des Hauses Mehringdamm 36. Im Jahr 1981 wurde der Imbissstand vom Ehepaar Vera und Lutz Stenschke übernommen; letzterer ist auch Konzessionsinhaber. Mittlerweile verfügt der 200 m² große Imbissbetrieb über zahlreiche Fritteusen, Bräter und Pfannen und ist an 365 Tagen im Jahr geöffnet. Die Würste werden von einer Fleischerei in Berlin-Lichtenrade bezogen. Da die Imbissstände in mehreren Reiseführern genannt werden, finden sich zahlreiche Touristen dort ein.

## Filialen

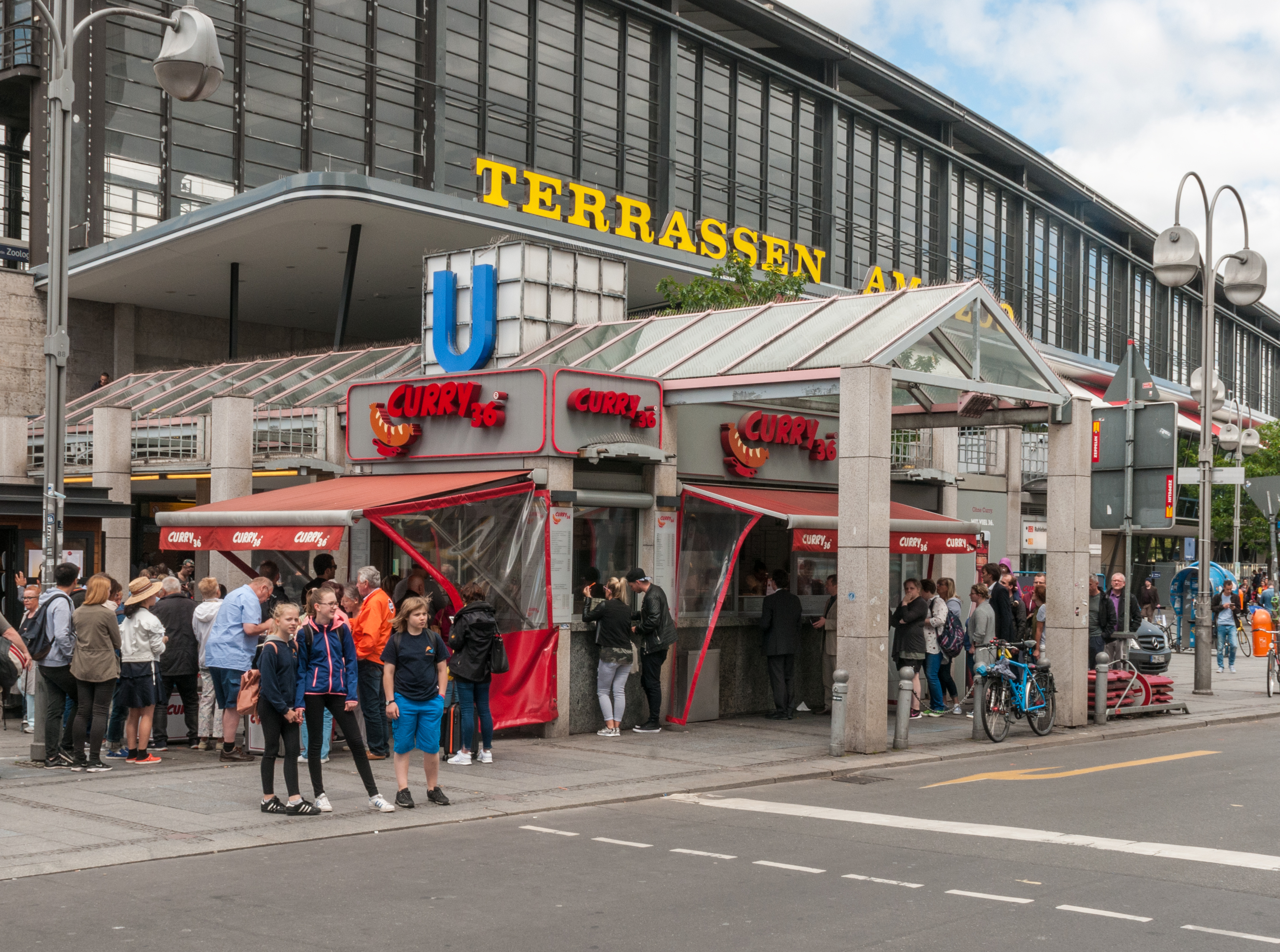
Curry 36 am Bahnhof Zoo

Seit Juli 2012 hat Curry 36 einen zweiten Standort auf dem Hardenbergplatz am Bahnhof Zoo im Ortsteil Charlottenburg sowie seit Oktober 2018 einen dritten Standort im Hauptbahnhof Berlin. Die jüngste (vierte) Filiale wurde am S-Bahnhof Warschauer Straße eröffnet.

## Sonstiges
Schauspieler Tom Hanks äußerte sich in einem Interview: „Ich hätte gerne, dass mir jemand ein Appartement in Berlin schenkt […] Am besten fußläufig zu Curry 36.“